# Skogskrabbspindel
Skogskrabbspindel (Xysticus luctuosus) är en spindelart som först beskrevs av John Blackwall 1836.  Skogskrabbspindel ingår i släktet Xysticus och familjen krabbspindlar. Arten är reproducerande i Sverige. Inga underarter finns listade i Catalogue of Life.